# Borejci
Borejci (mađarski Borhida) je naselje u slovenskoj Općini Tišini. Borejci se nalazi u pokrajini Prekomurju i statističkoj regiji Pomurju. 

## Stanovništvo
Prema popisu stanovništva iz 2002. godine naselje je imalo 251 stanovnika.